# Christuskirche (Reutlingen)

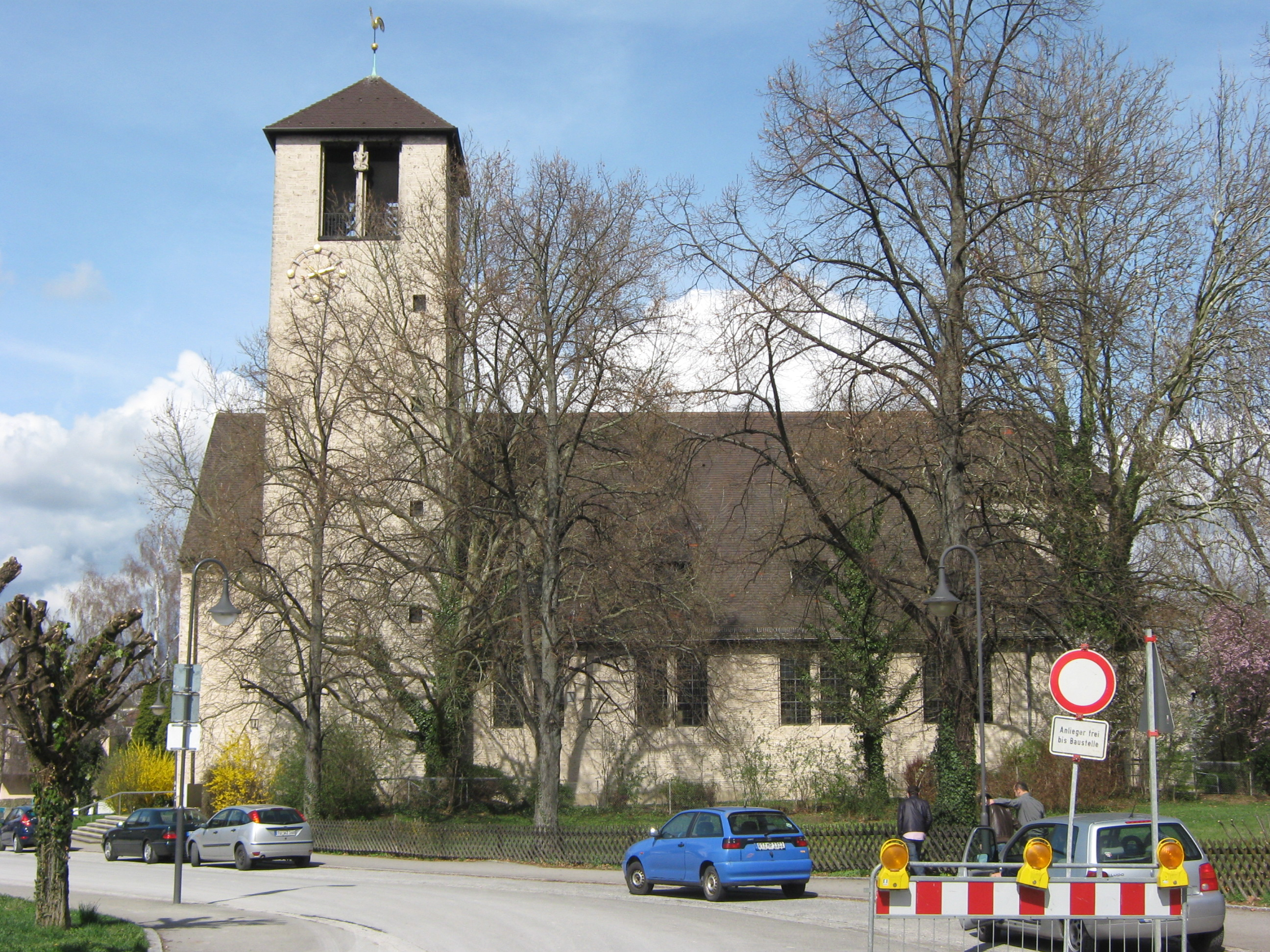
Die Christuskirche in Reutlingen mit den beiden Platanen, die als Naturdenkmal eingetragen sind

Die Christuskirche in Reutlingen ist eine evangelische Kirche. Sie steht in der Lohmühlestraße 30 in der Tübinger Vorstadt und wurde am 1. Advent 1936 eingeweiht. Sie besteht aus Gönninger Kalktuff und ist auch als „Konzertkirche“ geplant worden. Der Schwäbische Singkreis unter Kirchenmusikdirektor Hans Grischkat hatte in dieser Kirche seine Heimat. Eckhard und Renate Weyand standen mit dem „Kantatenchor Christuskirche“ in dieser Tradition, die dadurch bis heute lebendig ist. Als Gast trat der Tübinger Kantatenchor unter seiner Leitung von Hermann Achenbach schon bald nach seiner Gründung 1947 immer wieder hier auf.
Große Werke der Kirchenmusik und Kantatengottesdienste haben die Christuskirche als einen der Schwerpunkte für die Kirchenmusik in Reutlingen und Umgebung geprägt. Aktuell trägt das „Cantemus-Vokalensemble“, der Frauenchor der Christuskirche, dazu bei.
Zur Tradition der Christuskirche gehören von Anfang an auch die Künstler, die eingeladen waren, die biblische Botschaft der Gemeinde mit Bildern und Plastiken aus Holz und Stein anschaulich zu machen. Dies waren insbesondere Walter Kohler, Rudolf Müller, Helmuth Uhrig, Ulrich Henn, Martin Scheible, Rudolf Yelin d. J., Jakob Wilhelm Fehrle und Hermann Brellochs.
Diese Tradition wurde fortgesetzt: Gudrun Müsse Florin (Altarfenster, 1989; Ambo mit Antependien, 1992 mit Paul Zimmermann). Einfügung (1997) des Kreuzweges der Versöhnung von HAP Grieshaber.
Im Kirchturm befinden sich vier Glocken direkt unter dem Turmdach hinter den Fensteröffnungen, darunter die frühere Uhrenmechanik und ein kleines Turmzimmer.